# Antonio Pozzi
Antonio Pozzi (Chiaromonte, 5 settembre 1921 – Roma, 31 dicembre 1943) è stato un carabiniere e partigiano italiano, martire della Resistenza italiana, torturato e poi trucidato a Forte Bravetta.

## Biografia
Dopo aver frequentato il 2° liceo classico, Antonio Pozzi entrò nell'Arma dei Carabinieri, dove conseguì il grado di vicebrigadiere.  All'epoca dell'occupazione tedesca di Roma era in servizio presso la caserma della Magliana. La mattina del 23 ottobre 1943 fu arrestato per detenzione di armi e bombe a mano da elementi delle  bande di repressione fasciste (la famosa banda Pollastrini) che aveva individuato il nascondiglio nei pressi della Magliana su delazioni di spie.
Fu trasportato a Palazzo Braschi e torturato barbaramente; rinchiuso nel carcere di Regina Coeli fu trasferito dal braccio italiano a quello tedesco nella cella n. 278.
Il 9 dicembre 1943, il tribunale militare di guerra del Reich lo condannò alla pena di morte. Il 29 dicembre fu condotto una prima volta davanti al plotone ma l'esecuzione gli venne sospesa e fu ricondotto in cella.
Antonio Pozzi fu fucilato il 31 dicembre 1943 alle ore 9:40 a Forte Bravetta a Roma, insieme al collega carabiniere Raffaele Pinto. I corpi dei giustiziati furono trasportati in gran segreto nel cimitero del Verano a Roma ed abbandonati in una fossa comune. Solo grazie ai dipendenti del Verano, che con solerzia e di nascosto annotavano indumenti ed oggetti per un successivo riconoscimento, i due martiri furono in seguito ricomposti e sistemati dignitosamente. Antonio Pozzi riposa al Cimitero Monumentale del Verano nel Sepolcreto dei Caduti nella lotta per la liberazione 1943-44.
Una lapide commemorativa posta all'ingresso di Forte Bravetta ricorda il suo nome insieme ad altri martiri fucilati in quel luogo.
Nella seduta del 12 novembre 1946, la Commissione regionale laziale per il riconoscimento dei partigiani ha riconosciuto ad Antonio Pozzi la qualifica di partigiano combattente del Fronte clandestino di resistenza dei carabinieri e di caduto. Nella seduta del 30 luglio 1948 gli è stato riconosciuto il grado gerarchico partigiano di "capo squadra".